# 普雷米略
普雷米略（法語：Prémillieu，法語發音：[pʁemiljø]）是法国东部安省的一个市镇，属于贝莱区。

## 地理
普雷米略（45°52'27"N, 5°34'17"E）面积8.51 平方千米，位于法国奥弗涅-罗讷-阿尔卑斯大区安省，该省份为法国东部省份，北起汝拉省，西北接索恩-卢瓦尔省，西接罗讷省和里昂大都会，南至伊泽尔省，东与萨瓦省、上萨瓦省和瑞士接壤。
与普雷米略接壤的市镇（或旧市镇、城区）包括：阿尔米、拉比尔邦什、普拉托多特维尔。

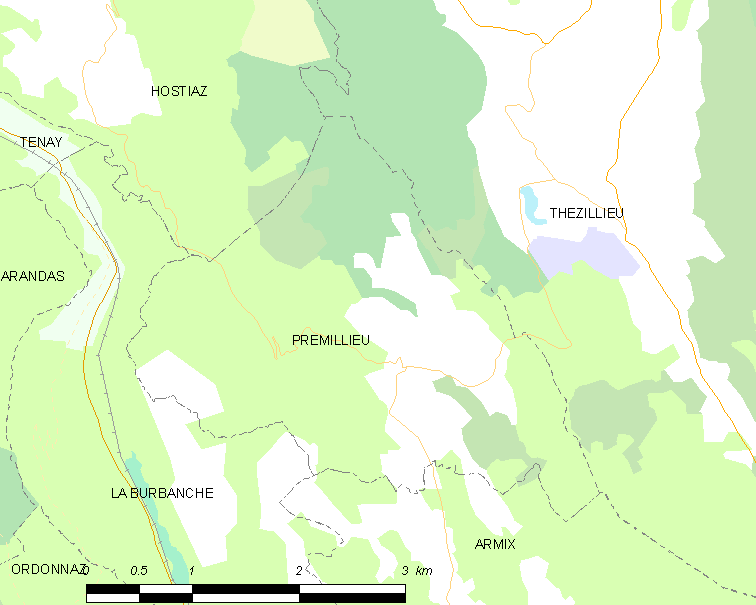
普雷米略的OSM定位图

普雷米略的时区为UTC+01:00、UTC+02:00（夏令时）。

## 行政
普雷米略的邮政编码为01110，INSEE市镇编码为01311。

## 政治
普雷米略所属的省级选区为普拉托多特维尔县。

## 人口

1962-2008年间普雷米略人口变化图示

普雷米略于2022年1月1日时的人口数量为47人。